# Rika Usami
Rika Usami (Tokyo, 20 febbraio 1986) è una karateka giapponese.
All'età di 10 anni inizia a praticare karate in stile Gōjū-ryū. É specializzata nella disciplina del Kata e pratica lo stile Shitō-ryū. Il primo successo di rilievo lo ottiene da diciassettenne al torneo nazionale scolastico.
Lei è conosciuta per aver vinto il Campionato mondiale di karate 2012. Nel corso della sua esibizione nella finale per l'oro, il pubblico l'ha applaudita più volte fino a dedicarle la standing ovation una volta terminato il kata. In virtù del risultato ottenuto, la Usami ha deciso di ritirarsi dalle competizioni. Diverse analogie sono note con la connazionale Kiyou Shimizu. Entrambe hanno vinto i Giochi asiatici e il Campionato del mondo. Hanno vinto la competizioni eseguendo lo stesso kata (Chatanyara Kushanku) e hanno battuto la stessa persona in finale, Sandy Scordo.

## Risultati ai campionati del mondo
- Medaglia di bronzo nel 2010 nella categoria kata
- Medaglia d'oro nel 2012 nella categoria kata

## Risultati ai giochi asiatici
Ha vinto inoltre la medaglia d'oro sempre nei kata ai XVI Giochi asiatici di Canton (Cina) del novembre 2010.